# Batalion ON „Świecie”

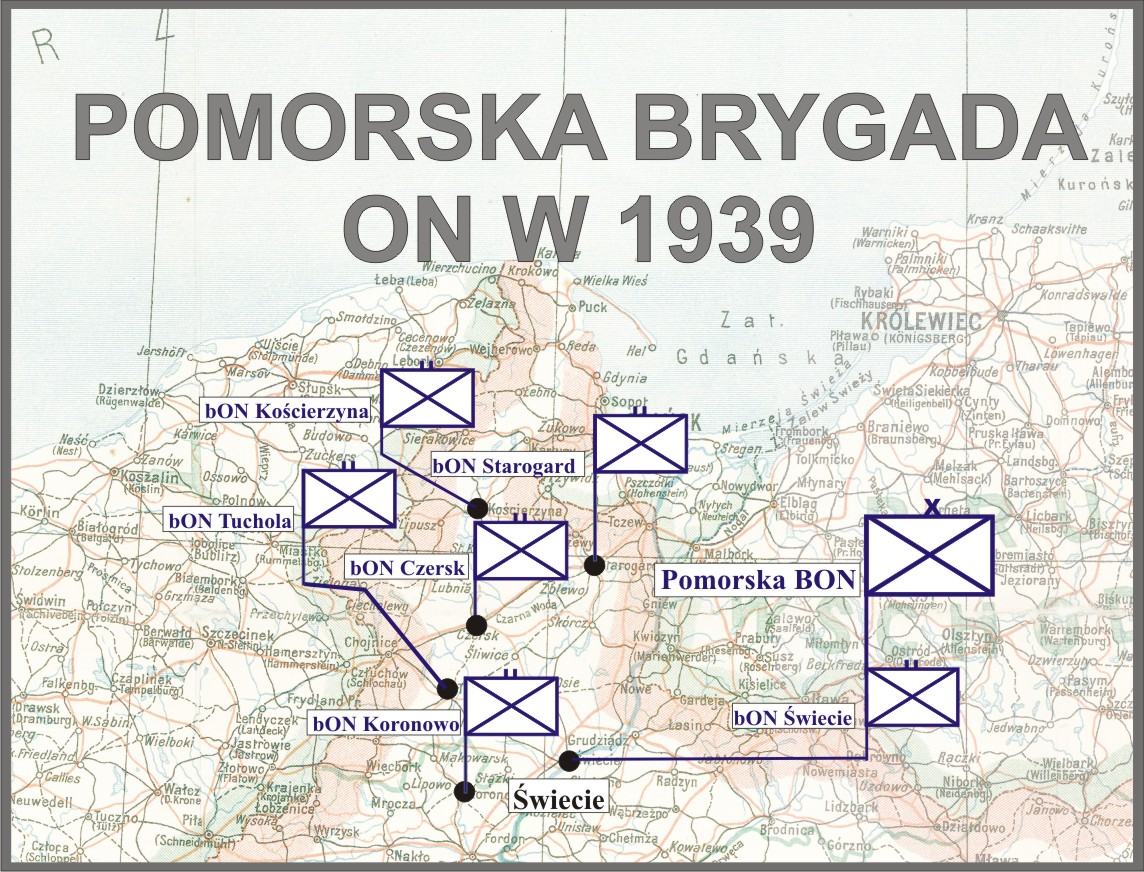
Pomorska Brygada ON

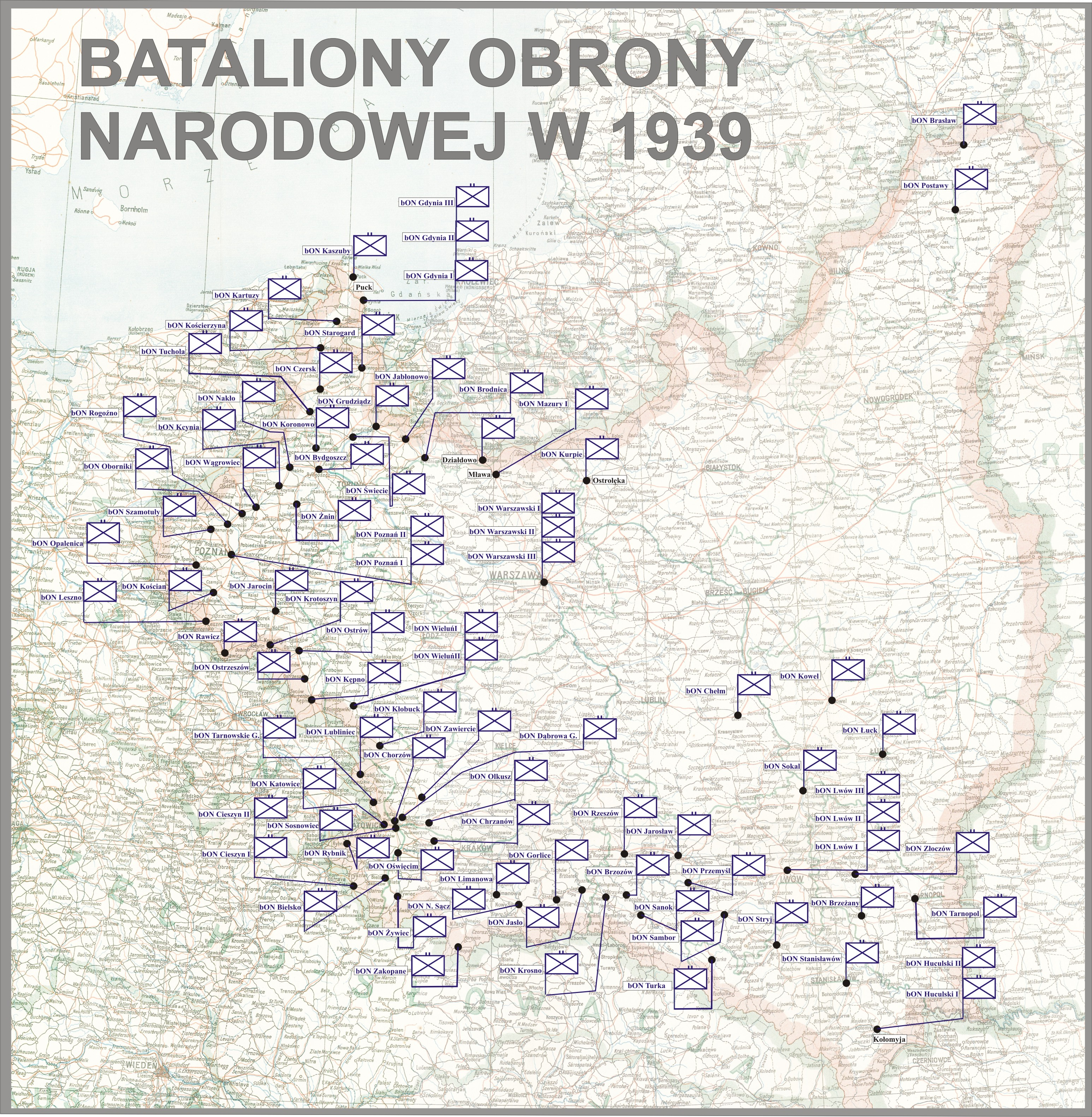
Obrona Narodowa w 1939

Świecki Batalion Obrony Narodowej (batalion ON „Świecie”) – pododdział piechoty Wojska Polskiego II RP.
Batalion został sformowany wiosną 1939 roku, w Świeciu, w składzie Pomorskiej Brygady ON, według etatu batalionu ON typ IV. Jednostką administracyjną i mobilizującą dla batalionu był 66 Kaszubski pułk piechoty. Kampanię wrześniową 1939 roku jednostka rozpoczęła w składzie 16 Pomorskiej Dywizji Piechoty.

## Obsada personalna
- dowódca – mjr piech. dr Stanisław Dobrzański †3 IX 1939[1]
- adiutant batalionu – por. rez. Hillar[2] (niewola niemiecka)[1]
- dowódca plutonu łączności – por. rez. Stanisław Krankowski[3]
- dowódca plutonu ppanc. – chor. Budyna[3]
- dowódca 1 kompanii ON „Świecie” – por. rez. Józef Targoński[2]
- dowódca 2 Kompanii ON „Jeżewo” – ppor. rez. Jan Lorek[2]
- dowódca I plutonu – ppor. piech. rez. Władysław Daszkowski
- dowódca II plutonu – ppor. piech. rez. Hoffman
- dowódca III plutonu – ppor. piech. rez. Józef Krakowski[4]
- dowódca 3 kompanii ON „Nowe nad Wisłą” – por. Józef Załoga[2]
- dowódca plutonu – por. piech. rez. Józef Ceynowa
- dowódca plutonu – ppor. piech. rez. Władysław Sarnowski
- dowódca plutonu – ppor. piech. rez. Brunon Glaza
- dowódca plutonu ckm – ppor. piech. rez. mgr Włodzimierz Łabaziewicz[5]
- dowódcą jednego z plutonów ckm był chor. Dymitr Lek (z 14 pułku piechoty)[6]